# Antoine Winfield Jr.
Antoine Duane Winfield Jr. (geboren am 16. August 1998 in Columbus, Ohio) ist ein US-amerikanischer American-Football-Spieler auf der Position des Safeties. Er spielte College Football für Minnesota und steht seit 2020 bei den Tampa Bay Buccaneers in der National Football League (NFL) unter Vertrag, mit denen er den Super Bowl LV gewann.

## College
Winfield ist der Sohn von Antoine Winfield Sr., der vierzehn Jahre lang als Cornerback für die Buffalo Bills und die Minnesota Vikings in der NFL spielte. Nach dem Karriereende seines Vaters zog die Familie von Minnesota in die Nähe von Houston, Texas, wo Winfield junior Football an der Highschool in The Woodlands spielte. Anschließend kehrte Winfield nach Minnesota, wo er in seinem ersten Jahr an der Highschool bereits Football gespielt hatte, zurück, um ab 2016 am College für die University of Minnesota zu spielen. Dort bestritt er in seinem Freshman-Jahr zehn Spiele als Starter für die Golden Gophers, in den folgenden beiden Jahren konnte er allerdings verletzungsbedingt nur in jeweils vier Partien zum Einsatz kommen. Infolge einer starken Saison 2019, in der Winfield 88 Tackles erzielte und sieben Interceptions fing, wurde er zum Unanimous All-American gewählt und galt als Erst- oder Zweitrundenpick im NFL Draft 2020.

## NFL
Winfield wurde in der zweiten Runde des NFL Draft 2020 an 45. Stelle von den Tampa Bay Buccaneers als vierter Safety des Drafts ausgewählt. Am 2. Spieltag der Saison 2020 erzielte Winfield beim Sieg über die Carolina Panthers gegen Teddy Bridgewater seinen ersten Sack in der NFL, mit dem er einen Fumble verursachte, der von Jason Pierre-Paul zu einem Touchdown in die gegnerische Endzone gebracht wurde. In Woche 7 verbuchte Winfield seine erste Interception als Profi, indem er einen Pass von Derek Carr abfing. In seiner Rookiesaison gelangte er mit den Bucs in den Super Bowl LV, den sie mit 31:9 gegen die Kansas City Chiefs gewannen. Im Super Bowl fing er eine Interception. In der Saison 2021 verzeichnete Winfield 88 Tackles, zwei Sacks, zwei erzwungene Fumbles, drei eroberte Fumbles, zwei Interceptions und sechs verhinderte Pässe. Vier Spiele verpasste er verletzungsbedingt. Als Ersatz für Quandre Diggs wurde Winfield für den Pro Bowl 2022 nachnominiert. In der Saison 2023 wurde Winfield erstmals in das All-Pro-Team von Associated Press gewählt. Er verzeichnete 122 Tackles, 6,0 Sacks, sechs erzwungene sowie vier eroberte Fumbles und drei Interceptions sowie zwölf abgewehrte Pässe.
Für die Saison 2024 hielten die Buccaneers Winfield nach Ablauf seines Vertrags zunächst mit dem Franchise Tag, bevor sie sich im Mai 2024 mit ihm auf einen Vierjahresvertrag im Wert von 84,1 Millionen US-Dollar, davon 45 Millionen garantiert, einigten, was ihn zum höchstbezahlten Defensive Back der Liga machte.

### NFL-Statistiken
| Saison                             | Saison | Spiele | Spiele      | Tackles | Tackles | Tackles | Tackles | Interceptions | Interceptions | Interceptions | Interceptions | Interceptions | Fumbles | Fumbles | Fumbles |
| Jahr                               | Team   | Spiele | als Starter | Gesamt  | Solo    | Ast     | Sacks   | PD            | INT           | Yds           | Lng           | TD            | FF      | FR      | TD      |
| ---------------------------------- | ------ | ------ | ----------- | ------- | ------- | ------- | ------- | ------------- | ------------- | ------------- | ------------- | ------------- | ------- | ------- | ------- |
| 2020                               | TB     | 16     | 16          | 94      | 64      | 30      | 3,0     | 6             | 1             | 16            | 16            | 0             | 2       | 1       | 0       |
| 2021                               | TB     | 13     | 13          | 88      | 62      | 26      | 2,0     | 6             | 2             | 30            | 30            | 0             | 2       | 3       | 0       |
| 2022                               | TB     | 13     | 13          | 80      | 64      | 16      | 4,0     | 3             | 1             | 15            | 15            | 0             | 1       | 0       | 0       |
| 2023                               | TB     | 17     | 17          | 122     | 76      | 46      | 6,0     | 12            | 3             | 28            | 28            | 0             | 6       | 4       | 0       |
| 2024                               | TB     | 9      | 9           | 60      | 34      | 26      | 2,0     | 3             | 0             | 0             | 0             | 0             | 0       | 1       | 1       |
| Gesamt                             | Gesamt | 68     | 68          | 444     | 300     | 144     | 17,0    | 30            | 7             | 89            | 30            | 0             | 11      | 9       | 1       |
| Quelle: pro-football-reference.com |        |        |             |         |         |         |         |               |               |               |               |               |         |         |         |